# 데콜타주

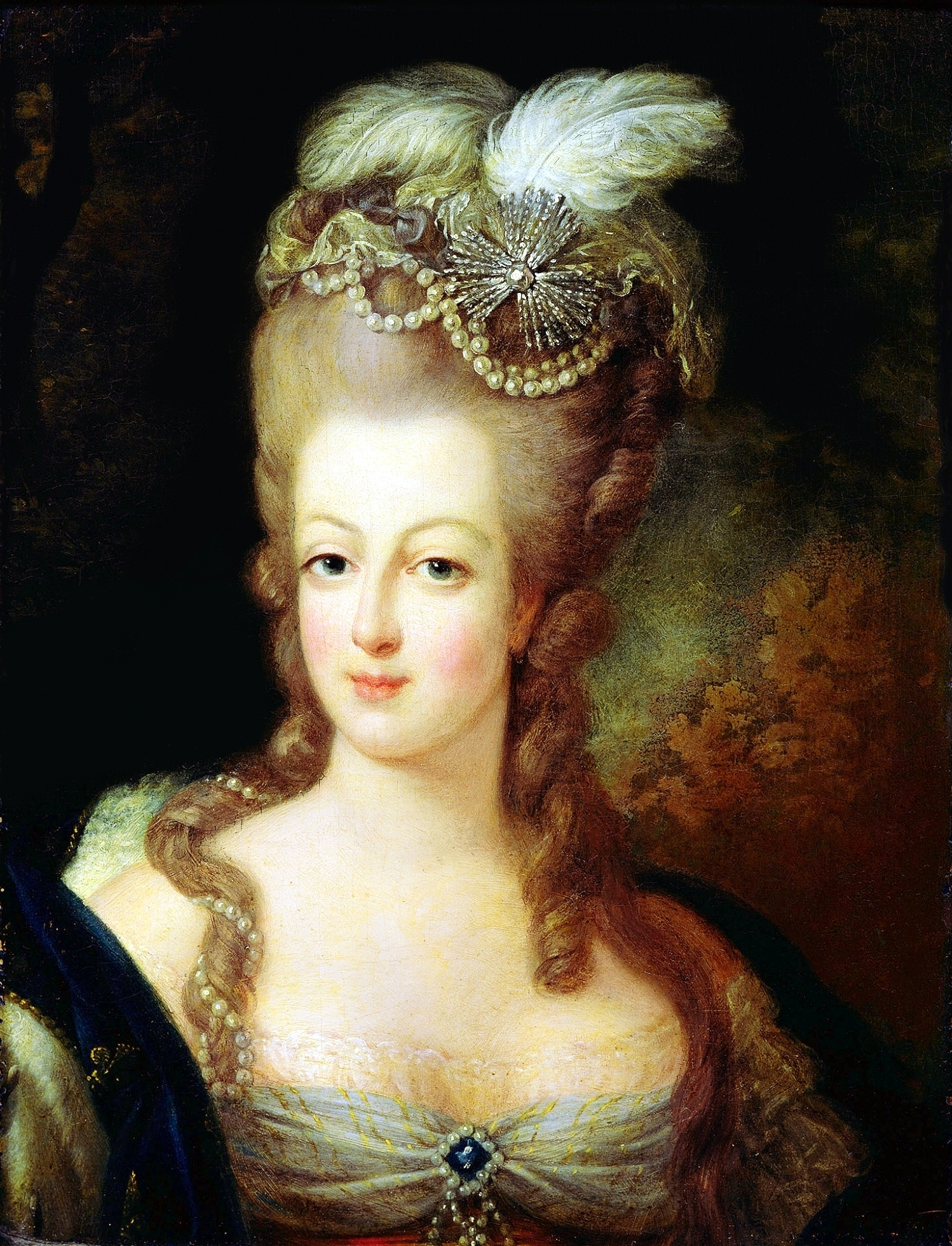
1775년 경 마리 앙투아네트의 모습.

데콜타주(Décolletage)는 의류의 목선을 따라 노출된 여성의 목, 어깨, 등, 가슴 상층부 등을 포함한 몸통 상층부를 지칭하는 용어이다. 주로 서양 여성 패션계에서 많이 쓰이는 용어이며, 가슴을 강조하는 목선을 지닌 의류들을 거론할 때 많이 쓰인다.
서양 세계에서는 다양한 의미를 내포하며 보통 미학적이거나 여성성의 표현으로서 여겨지지만, 다른 세계의 사회에서는 선정적이거나 충격적으로 받아들여지기도 한다.